# Liste der Bodendenkmäler in Hollfeld
Auf dieser Seite sind die Bodendenkmäler in der oberfränkischen Stadt Hollfeld zusammengestellt. Diese Tabelle ist eine Teilliste der Liste der Bodendenkmäler in Bayern. Grundlage ist die Bayerische Denkmalliste, die auf Basis des Bayerischen Denkmalschutzgesetzes vom 1. Oktober 1973 erstmals erstellt wurde und seither durch das Bayerische Landesamt für Denkmalpflege geführt wird. Die folgenden Angaben ersetzen nicht die rechtsverbindliche Auskunft der Denkmalschutzbehörde.

## Bodendenkmäler in Hollfeld
| Lage                                              | Objekt | Akten-Nr.     | Bild |
| ------------------------------------------------- | --- | ------------- | ---- |
| Krögelstein Hollfeld (Standort)                   | Bestattungsplatz mit Grabhügeln vorgeschichtlicher Zeitstellung mit Bestattungen der Hallstattzeit. | D-4-6033-0047 |      |
| Krögelstein Hollfeld (Standort)                   | Verhüttungsplatz vorgeschichtlicher oder mittelalterlicher Zeitstellung. | D-4-6033-0049 |      |
| Krögelstein Hollfeld (Standort)                   | Freilandstation des Mesolithikums. | D-4-6033-0050 |      |
| Krögelstein Hollfeld (Standort)                   | Siedlung der Urnenfelder- und Hallstattzeit. | D-4-6033-0051 |      |
| Krögelstein Hollfeld (Standort)                   | Bestattungsplatz mit verebneten Grabhügel vorgeschichtlicher Zeitstellung mit Bestattungen der Hallstattzeit. | D-4-6033-0052 |      |
| Krögelstein Hollfeld (Standort)                   | Siedlung vorgeschichtlicher Zeitstellung. | D-4-6033-0053 |      |
| Krögelstein Hollfeld (Standort)                   | Bestattungsplatz mit großenteils verebneten Grabhügeln vorgeschichtlicher Zeitstellung mit Bestattungen der Hallstattzeit und der frühen Latènezeit.                                                                 | D-4-6033-0054 |      |
| Freienfels Hollfeld (Standort)                    | Höhle mit Funden der Späthallstatt- und Frühlatènezeit. | D-4-6033-0055 |      |
| Wiesentfels Hollfeld (Standort)                   | Freilandstation des Mesolithikums, Abschnittsbefestigung vorgeschichtlicher Zeitstellung mit Funden der Urnenfelderzeit, der späten Hallstatt- und frühen Latènezeit, der römischen Kaiserzeit und des Mittelalters. | D-4-6033-0056 |      |
| Wiesentfels Hollfeld (Standort)                   | Höhle mit Funden der Bronze-, der Hallstatt- und der Frühlatènezeit und vermutlich des Mittelalters. | D-4-6033-0057 |      |
| Wiesentfels Hollfeld (Standort)                   | Mittelalterlicher Turmhügel. | D-4-6033-0059 |      |
| Wiesentfels Hollfeld (Standort)                   | Siedlung des Neolithikums. | D-4-6033-0060 |      |
| Wiesentfels Hollfeld (Standort)                   | Grabhügel vorgeschichtlicher Zeitstellung. | D-4-6033-0061 |      |
| Drosendorf a.d.Aufseß Hollfeld (Standort)         | Felsdach mit Funden des Jungneolithikums. | D-4-6033-0064 |      |
| Drosendorf a.d.Aufseß Hollfeld (Standort)         | Felsdach mit Funden vorgeschichtlicher Zeitstellung. | D-4-6033-0065 |      |
| Drosendorf a.d.Aufseß Hollfeld (Standort)         | Höhle mit Funden des Jungpaläolithikums und des Neolithikums. | D-4-6033-0066 |      |
| Drosendorf a.d.Aufseß Hollfeld (Standort)         | Freilandstation des Mittelpaläolithikums und des Mesolithikums sowie Siedlung des Neolithikums, der Urnenfelder- und der Hallstattzeit.                                                                              | D-4-6033-0067 |      |
| Drosendorf a.d.Aufseß Hollfeld (Standort)         | Vorgängerbau sowie Befunde der frühen Neuzeit im Bereich der Kath. Kirche St. Laurentius von Hollfeld. | D-4-6033-0068 |      |
| Drosendorf a.d.Aufseß Hollfeld (Standort)         | Freilandstation des Jungpaläolithikums und Siedlung des Neolithikums. | D-4-6033-0069 |      |
| Drosendorf a.d.Aufseß Hollfeld (Standort)         | Gräberfeld der Hallstatt- und der Latènezeit. | D-4-6033-0074 |      |
| Weiher Hollfeld (Standort)                        | Bestattungsplatz vor- und frühgeschichtlicher oder mittelalterlich-frühneuzeitlicher Zeitstellung. | D-4-6033-0075 |      |
| Kainach Hollfeld (Standort)                       | Höhle mit Funden des Spätneolithikums, der Rössener Kultur und der Hallstattzeit. | D-4-6033-0077 |      |
| Kainach Hollfeld (Standort)                       | Körpergräber karolingisch-ottonischer Zeitstellung. | D-4-6033-0078 |      |
| Kainach Hollfeld (Standort)                       | Mittelalterlicher Burgstall. | D-4-6033-0079 |      |
| Kainach Hollfeld (Standort)                       | Grabhügel vorgeschichtlicher Zeitstellung. | D-4-6033-0081 |      |
| Schönfeld Hollfeld (Standort)                     | Grabhügel vorgeschichtlicher Zeitstellung. | D-4-6033-0082 |      |
| Hollfeld (Standort)                               | Höhle mit Funden vorgeschichtlicher Zeitstellung und des Mittelalters und der Neuzeit. | D-4-6033-0083 |      |
| Hollfeld (Standort)                               | Grabhügel vorgeschichtlicher Zeitstellung. | D-4-6033-0084 |      |
| Hollfeld (Standort)                               | Grabhügel vorgeschichtlicher Zeitstellung. | D-4-6033-0085 |      |
| Hollfeld (Standort)                               | Grabhügel der mittleren Bronzezeit und der Hallstattzeit sowie Bestattungen der frühen Latènezeit. | D-4-6033-0086 |      |
| Hollfeld (Standort)                               | Grabhügel vorgeschichtlicher Zeitstellung. | D-4-6033-0087 |      |
| Hollfeld (Standort)                               | Körpergräber der mittleren Bronzezeit. | D-4-6033-0088 |      |
| Hollfeld (Standort)                               | Mittelalterliche oder frühneuzeitliche Körpergräber. | D-4-6033-0089 |      |
| Hollfeld (Standort)                               | Grabhügel vorgeschichtlicher Zeitstellung. | D-4-6033-0094 |      |
| Hollfeld (Standort)                               | Siedlung der Latènezeit sowie Verhüttungsplatz vermutlich vorgeschichtlicher Zeitstellung. | D-4-6033-0097 |      |
| Hollfeld (Standort)                               | Siedlung des Jungneolithikums. | D-4-6033-0105 |      |
| Hollfeld (Standort)                               | Grabhügel vorgeschichtlicher Zeitstellung. | D-4-6033-0107 |      |
| Drosendorf a.d.Aufseß Hollfeld (Standort)         | Siedlung vorgeschichtlicher Zeitstellung. | D-4-6033-0108 |      |
| Treppendorf Hollfeld (Standort)                   | Bestattungsplatz der Hallstattzeit. | D-4-6033-0109 |      |
| Treppendorf Hollfeld (Standort)                   | Grabhügel vorgeschichtlicher Zeitstellung. | D-4-6033-0110 |      |
| Stechendorf Hollfeld (Standort)                   | Grabhügel vorgeschichtlicher Zeitstellung, daraus Funde der Hallstattzeit und der Latènezeit. | D-4-6033-0111 |      |
| Stechendorf Hollfeld (Standort)                   | Körpergräber vor- und frühgeschichtlicher oder mittelalterlicher Zeitstellung. | D-4-6033-0112 |      |
| Hochstahl Hollfeld (Standort)                     | Grabhügel vorgeschichtlicher Zeitstellung. | D-4-6033-0113 |      |
| Wiesentfels Hollfeld (Standort)                   | Verebnete Grabhügel vor- und frühgeschichtlicher Zeitstellung. | D-4-6033-0143 |      |
| Krögelstein Hollfeld (Standort)                   | Siedlung der Hallstattzeit. | D-4-6033-0160 |      |
| Treppendorf Hollfeld (Standort)                   | Bestattungsplatz der Hallstattzeit mit verebneten Grabhügeln. | D-4-6033-0166 |      |
| Freienfels Hollfeld (Standort)                    | Siedlung vor- oder frühgeschichtlicher Zeitstellung. | D-4-6033-0176 |      |
| Krögelstein Hollfeld (Standort)                   | Siedlung des Neolithikums und der Urnenfelderzeit. | D-4-6033-0180 |      |
| Schönfeld Hollfeld (Standort)                     | Freilandstation des Mittelpaläolithikums und des Mesolithikums, Siedlung des Neolithikums. | D-4-6033-0182 |      |
| Drosendorf a.d.Aufseß Hollfeld (Standort)         | Verhüttungsplatz vor- und frühgeschichtlicher oder mittelalterlicher Zeitstellung. | D-4-6033-0184 |      |
| Voitmannsdorf Königsfeld (Oberfranken) (Standort) | Pingenfeld vor- und frühgeschichtlicher oder mittelalterlicher Zeitstellung mit obertägig erkennbaren Vertiefungen                                                                                                   | D-4-6033-0186 |      |
| Hollfeld (Standort)                               | Befunde der frühen Neuzeit im Bereich der Kath. Pfarrkirche Mariae Himmelfahrt von Hollfeld. | D-4-6033-0203 |      |
| Hollfeld (Standort)                               | Vorgängerbau sowie Befunde des Mittelalters und der frühen Neuzeit im Bereich der Kath. Friedhofskirche St. Salvator von Hollfeld.                                                                                   | D-4-6033-0204 |      |
| Hollfeld (Standort)                               | Vorgängerbau sowie Befunde des Mittelalters und der frühen Neuzeit im Bereich der Kath. Kirche St. Gangolf von Hollfeld.                                                                                             | D-4-6033-0205 |      |
| Hollfeld (Standort)                               | Befunde der frühen Neuzeit im Bereich des ehem. Spitals St. Bartholomäus mit Kapelle. | D-4-6033-0206 |      |
| Hollfeld (Standort)                               | Archäologische Befunde und untertägige Bestandteile der mittelalterlichen und frühneuzeitlichen Stadtbefestigung von Hollfeld.                                                                                       | D-4-6033-0207 |      |
| Hollfeld (Standort)                               | Befunde des Mittelalters und der frühen Neuzeit im Bereich der befestigten Oberen Stadt von Hollfeld. | D-4-6033-0208 |      |
| Hollfeld (Standort)                               | Befunde des späten Mittelalters und der frühen Neuzeit im Bereich der Unteren Stadt von Hollfeld. | D-4-6033-0209 |      |
| Freienfels Hollfeld (Standort)                    | Vorgängeranlage sowie Befunde des Mittelalters und der frühen Neuzeit im Bereich von Schloss Freienfels. | D-4-6033-0211 |      |
| Freienfels Hollfeld (Standort)                    | Vorgängerbau sowie Befunde des Mittelalters und der frühen Neuzeit im Bereich der Kath. Pfarrkirche Hl. Dreifaltigkeit von Freienfels.                                                                               | D-4-6033-0212 |      |
| Kainach Hollfeld (Standort)                       | Vorgängerbau sowie Befunde des Mittelalters und der frühen Neuzeit im Bereich des ehem. Schlosses von Kainach. | D-4-6033-0214 |      |
| Krögelstein Hollfeld (Standort)                   | Archäologische Befunde des Mittelalters und der frühen Neuzeit im Bereich der Burgruine Krögelstein. | D-4-6033-0216 |      |
| Krögelstein Hollfeld (Standort)                   | Archäologische Befunde des Mittelalters und der frühen Neuzeit, darunter solche von Vorgängerbauten und Körperbestattungen, im Bereich der Evang.-Luth. Pfarrkirche von Krögelstein.                                 | D-4-6033-0217 |      |
| Weiher Hollfeld (Standort)                        | Befunde des Mittelalters und der frühen Neuzeit im Bereich von Schloss Weiher. | D-4-6033-0223 |      |
| Weiher Hollfeld (Standort)                        | Befunde des Mittelalters und der frühen Neuzeit im Bereich von Burg Neidenstein. | D-4-6033-0225 |      |
| Wiesentfels Hollfeld (Standort)                   | Siedlung der frühen Latènezeit. | D-4-6033-0227 |      |
| Wiesentfels Hollfeld (Standort)                   | Befunde des späten Mittelalters im Bereich von Schloss Wiesentfels. | D-4-6033-0228 |      |
| Schönfeld Hollfeld (Standort)                     | Grabhügelgruppe mit Funden der späten Hallstattzeit. | D-4-6034-0026 |      |
| Schönfeld Hollfeld (Standort)                     | Grabhügel der Hallstattzeit. | D-4-6034-0027 |      |
| Schönfeld Hollfeld (Standort)                     | Mittelalterlicher Burgstall. | D-4-6034-0028 |      |
| Schönfeld Hollfeld (Standort)                     | Mittelalterlicher Burgstall. | D-4-6034-0030 |      |
| Schönfeld Hollfeld (Standort)                     | Höhle mit Funden vorgeschichtlicher und mittelalterlicher Zeitstellung. | D-4-6034-0031 |      |
| Schönfeld Hollfeld (Standort)                     | Grabhügel vorgeschichtlicher Zeitstellung. | D-4-6034-0032 |      |
| Schönfeld Hollfeld (Standort)                     | Grabhügel vorgeschichtlicher Zeitstellung. | D-4-6034-0056 |      |
| Schönfeld Hollfeld (Standort)                     | Grabhügel vorgeschichtlicher Zeitstellung. | D-4-6034-0057 |      |
| Schönfeld Hollfeld (Standort)                     | Grabhügel vorgeschichtlicher Zeitstellung. | D-4-6034-0061 |      |
| Schönfeld Hollfeld (Standort)                     | Siedlung des Spätmittelalters. | D-4-6034-0064 |      |
| Schönfeld Hollfeld (Standort)                     | Siedlung vorgeschichtlicher Zeitstellung. | D-4-6034-0066 |      |
| Schönfeld Hollfeld (Standort)                     | Teile einer Wasserleitung der frühen Neuzeit. | D-4-6034-0069 |      |
| Schönfeld Hollfeld (Standort)                     | Befunde des Mittelalters und der frühen Neuzeit im Bereich des abgegangenen Schlosses von Schönfeld. | D-4-6034-0098 |      |
| Schönfeld Hollfeld (Standort)                     | Vorgängerbau sowie Befunde des Mittelalters und der frühen Neuzeit im Bereich der Kath. Pfarrkirche von Schönfeld.                                                                                                   | D-4-6034-0099 |      |
| Schönfeld Hollfeld (Standort)                     | Siedlung der Hallstattzeit. | D-4-6034-0131 |      |
| Schönfeld Hollfeld (Standort)                     | Bestattungsplatz mit Grabhügel vorgeschichtlicher Zeitstellung. | D-4-6034-0135 |      |
| Schönfeld Hollfeld (Standort)                     | Bestattungsplatz mit Grabhügel vorgeschichtlicher Zeitstellung. | D-4-6034-0136 |      |
| Schönfeld Hollfeld (Standort)                     | Bestattungsplatz mit Grabhügel vorgeschichtlicher Zeitstellung. | D-4-6034-0137 |      |
| Schönfeld Hollfeld (Standort)                     | Bestattungsplatz mit Grabhügeln vorgeschichtlicher Zeitstellung. | D-4-6034-0138 |      |